# 炭釜基孝
炭釜 基孝（すみがま もとたか、1969年3月21日 - ）は、日本の俳優。

## 人物・略歴
- 大阪府出身。ATTITUDE所属。
- 身長180cm。

## 出演

### テレビドラマ
- 部長刑事シリーズ・シンマイ。（2001年4月、朝日放送） - 捜査一課刑事 レギュラー（〜10月）
- 警部補マリコ（2002年3月、朝日放送）
- DAMAS〜塵が積もれば金になる?〜（2002年12月、毎日放送） - 高木康弘 役
- 17才夏。（2003年8月、朝日放送）
- 人が殺意を抱くとき〜ゴーストライター〜（2004年6月、朝日放送）
- 11通の…出せなかったラブレター（2005年3月、朝日放送）
- 土曜ワイド劇場「新・赤かぶ検事奮戦記」（2005年8月、朝日放送）
- 連続テレビ小説「風のハルカ」（2006年1月、NHK）
- 新・いのちの現場から2（2006年4月、毎日放送）
- 土曜ドラマ「新・人間交差点」（2006年10月、朝日放送）
- REAL STREET（2006年12月、読売）
- 天才画家の肖像 美で乱世を制した絵師 狩野永徳（2007年11月、NHK） - 狩野永徳 役
- ハンター・コード2nd（2008年3月、朝日放送）
- たったひとりの反乱（2008年8月、NHK）
- その時歴史が動いた（2008年11月、NHK） - 大久保利通 役
- その時歴史が動いた（2009年1月、NHK） - 大久保利通 役
- 歴史秘話ヒストリア「明治悪妻伝説 『初代”ハンサムウーマン”- 新島八重の生涯』」（2009年4月、NHK） - 新島襄 役
- 歴史秘話ヒストリア（2009年5月、NHK） - 井上馨 役
- 歴史秘話ヒストリア（2009年9月、NHK） - 橘道貞 役
- 連続テレビ小説「ウェルかめ」（2009年10月、NHK）
- 唐招提寺1200年の謎 天平を駆けぬけた男と女たち（2009年11月、TBS）
- 歴史秘話ヒストリア（2010年9月、NHK） - 九条兼実 役
- 土曜ワイド劇場「天使が消えていく」（2010年10月、朝日放送）
- 歴史秘話ヒストリア（2011年2月、NHK） - 吉岡清十郎 役
- ひとりじゃない（2011年2月、BSフジ） - 蛯名哲也 役
- ドラマスペシャル「迷子」（2011年2月、NHK）
- 歴史秘話ヒストリア（2012年2月、NHK） - 徳川家光 役
- 連続テレビ小説「カーネーション」（2012年2月、NHK）
- 歴史秘話ヒストリア（2012年6月、NHK） - 立花宗茂 役
- 呪報2405 ワタシが死ぬ理由 第5話（2012年8月、関西テレビ）
- 連続テレビ小説「ごちそうさん」（2013年10月、NHK）
- 土曜ワイド劇場 天才刑事・野呂盆六(9)（2014年7月、ABC） - 藤井刑事 役
- 歴史秘話ヒストリア（2014年7月、NHK） - 中大兄皇子 役
- 連続テレビ小説「マッサン」（2014年10月、NHK）
- 大江戸捜査網2015〜隠密同心、悪を斬る!（2015年1月、テレビ東京）
- 歴史秘話ヒストリア（2015年5月、NHK） - 織田信秀 役
- 土曜ワイド劇場 天才刑事・野呂盆六X（2015年9月、ABC） - 森田刑事 役
- 連続テレビ小説「あさが来た」（2015年10月、NHK)
- わたしをみつけて（2015年11月、NHK）
- 連続テレビ小説「べっぴんさん（2017年03月、NHK）
- 土曜時代ドラマ「悦ちゃん」～昭和駄目パパ恋物語～（2017年08月、NHK）
- 歴史秘話ヒストリア（2018年3月、NHK） - 陸奥宗光 役
- BS時代劇「雲霧仁左衛門5」（2022年02月、NHK BS）
- 連続ドラマW 眼の壁（2022年6月、WOWOW）
- BS時代劇「雲霧仁左衛門6」（2023年09月、NHK BS）
- 連続テレビ小説「ブギウギ (テレビドラマ)」（2023年10月、NHK）- 警官役
- 科捜研の女 season24 第10話（2024年9月、テレビ朝日）- 警官役
- 看守の流儀（2025年6月21日、テレビ朝日）[1]

### 映画
- 本日またまた休診なり（2000年）
- 統一への道（2003年）
- 大阪府警潜入捜査官（2007年）
- 覇道（2007年）
- 吉本映画百選 浪花の弁護士 桜春彦 事件簿（2008年） - 本多安麻呂 役
- 吉本映画百選 幸せの舌シチュー（2008年）
- 合葬（2015年）
- 探偵ミタライの事件簿 星籠の海（2016年)
- 追補 MANHUNT（2018年）
- わたしの幸せな結婚（2023年）
- Sin Clock（2023年）
- ヴィレッジ（2023年）
- キッチンオブドラゴン 風の天龍炒飯（2024年）- 前田 海 役

### CM
- 福岡屋住宅流通（2005年）
- 池田銀行（2007年）
- 大阪弁護士会TVCM （2012年）
- フルタ製菓（2021年）
- 姫路セントラルパーク（2023年）

### WEB
- 兵庫県産業労働部地域経済課　中小企業サイバーセキュリティ対策
- 京都府南丹市シティプロモーション

### インフォマーシャル
- バンダイナムコ「ご当地鉄道」（2015年)
- 「蘭夢 『情報最前線』篇」（2016年)

### VP
- 「ツムラ」自動車用消臭剤 （2002年）
- 「関西電力のあゆみ」（2003年）
- 「仏教大学宗教部」（2004年）
- 「NTT西日本 忍の軍団」（2007年）

### スチール
- 「帝塚山大学」
- リクルートブック「大阪芸術大学」
- リクルート「とらばーゆ」関西版
- リクルート「B-ing」関東版

### 舞台
- イーハトーボの劇列車（2006年6月）
- 贋作 賭博者（2006年10月）
- 千年の恋唄 シアターBRAVA!（2007年9月） - 亀屋忠兵衛 役
- アドリブ即興劇 チームうるし（2007年4月〜12月）
- 浪花の爛（2009年12月）
- 夕（2012年11月）